# Cryptelytrops labialis
Cryptelytrops labialis este o specie de șerpi din genul Cryptelytrops, familia Viperidae, descrisă de Steindachner 1867. Conform Catalogue of Life specia Cryptelytrops labialis nu are subspecii cunoscute.